# Valliquerville
Valliquerville és un municipi francès situat al departament del Sena Marítim i a la regió de Normandia. L'any 2007 tenia 1.267 habitants.

## Demografia

### Població
El 2007 la població de fet de Valliquerville era de 1.267 persones. Hi havia 470 famílies de les quals 86 eren unipersonals (20 homes vivint sols i 66 dones vivint soles), 184 parelles sense fills, 180 parelles amb fills i 20 famílies monoparentals amb fills.
La població ha evolucionat segons el següent gràfic:
Habitants censats

### Habitatges
El 2007 hi havia 520 habitatges, 479 eren l'habitatge principal de la família, 7 eren segones residències i 34 estaven desocupats. 486 eren cases i 28 eren apartaments. Dels 479 habitatges principals, 407 estaven ocupats pels seus propietaris, 64 estaven llogats i ocupats pels llogaters i 8 estaven cedits a títol gratuït; 6 tenien una cambra, 14 en tenien dues, 59 en tenien tres, 106 en tenien quatre i 293 en tenien cinc o més. 408 habitatges disposaven pel capbaix d'una plaça de pàrquing. A 223 habitatges hi havia un automòbil i a 231 n'hi havia dos o més.

### Piràmide de població
La piràmide de població per edats i sexe el 2009 era:
| Homes | Edats   | Dones |
| ----- | ------- | ----- |
| 0     | 95 o +  | 0     |
| 4     | 90 a 94 | 0     |
| 0     | 85 a 89 | 8     |
| 4     | 80 a 84 | 4     |
| 8     | 75 a 79 | 16    |
| 16    | 70 a 74 | 20    |
| 40    | 65 a 69 | 20    |
| 36    | 60 a 64 | 40    |
| 24    | 55 a 59 | 20    |
| 72    | 50 a 54 | 60    |
| 52    | 45 a 49 | 60    |
| 52    | 40 a 44 | 60    |
| 52    | 35 a 39 | 44    |
| 16    | 30 a 34 | 32    |
| 28    | 25 a 29 | 20    |
| 16    | 20 a 24 | 64    |
| 48    | 15 a 19 | 48    |
| 52    | 10 a 14 | 36    |
| 24    | 5 a 9   | 32    |
| 12    | 0 a 4   | 20    |

## Economia
El 2007 la població en edat de treballar era de 867 persones, 614 eren actives i 253 eren inactives. De les 614 persones actives 571 estaven ocupades (312 homes i 259 dones) i 42 estaven aturades (15 homes i 27 dones). De les 253 persones inactives 88 estaven jubilades, 88 estaven estudiant i 77 estaven classificades com a «altres inactius».

### Ingressos
El 2009 a Valliquerville hi havia 481 unitats fiscals que integraven 1.253 persones, la mediana anual d'ingressos fiscals per persona era de 19.739 €.

### Activitats econòmiques
Dels 66 establiments que hi havia el 2007, 1 era d'una empresa de fabricació d'elements pel transport, 7 d'empreses de fabricació d'altres productes industrials, 17 d'empreses de construcció, 18 d'empreses de comerç i reparació d'automòbils, 5 d'empreses de transport, 2 d'empreses d'hostatgeria i restauració, 3 d'empreses financeres, 2 d'empreses immobiliàries, 9 d'empreses de serveis, 1 d'una entitat de l'administració pública i 1 d'una empresa classificada com a «altres activitats de serveis».
Dels 20 establiments de servei als particulars que hi havia el 2009, 7 eren tallers de reparació d'automòbils i de material agrícola, 1 taller d'inspecció tècnica de vehicles, 2 paletes, 6 fusteries, 2 electricistes, 1 empresa de construcció i 1 restaurant.
Dels 3 establiments comercials que hi havia el 2009, 1 era una fleca i 2 botigues de mobles.
L'any 2000 a Valliquerville hi havia 30 explotacions agrícoles que ocupaven un total de 675 hectàrees.

## Equipaments sanitaris i escolars
El 2009 hi havia una escola elemental.

## Poblacions més properes
El següent diagrama mostra les poblacions més properes.